# Протисудомні препарати
Протисудо́мні препара́ти (також антиконвульса́нти, від лат. convulsio — судоми) — фармацевтичні препарати протисудомної дії, що використовують для лікування епілепсії, зняття м'язових судом різноманітного походження (наприклад, при інтоксикаціях або правцеві).

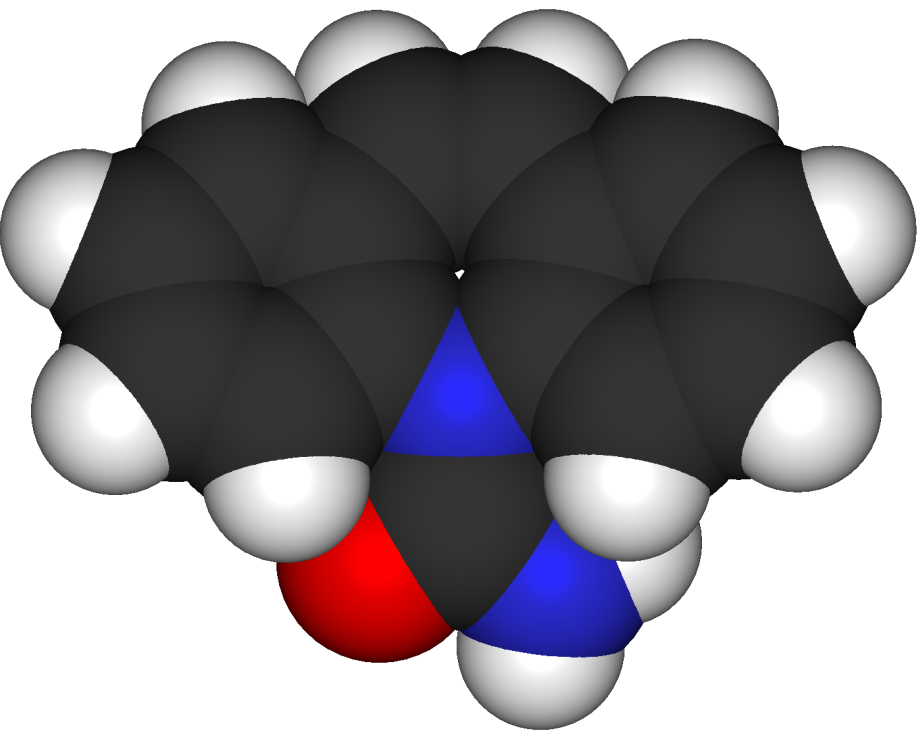
Карбамазепін

Карбамазепін — протисудомний препарат, розповсюджений серед усіх, що застосовують при лікуванні невралгії. Препарат ефективний серед більшості хворих у випадках початку лікування на ранніх стадіях. Тому, якщо у хворого не відбувається полегшення болю при лікуванні карбамазепіном, у лікаря навіть може виникнути сумнів у діагнозі невралгії трійчастого нерву. Однак, згодом ефективність карбамазепіну знижується. Можливі побічні ефекти: сонливість, двоїння в очах, запаморочення та нудота.
Баклофен — м'язовий релаксант, тобто препарат, що розслаблює м'язи. Ефективність його застосування зростає при спільному призначенні з іншими протисудомними препаратами. Його побічними ефектами є зміна свідомості, депресія та сонливість.
Фенитоін — протисудомний препарат, один з перших, що почали застосовувати з метою лікування невралгії.
Оксокарбазепин — новий протисудомний препарат, який використовують для лікування невралгії трійчастого нерву.
Вальпроати (препарати вальпроєвої кислоти) — використовують в лікуванні епілепсії.

## Недоліки терапії
Лікування протисудомними препаратами має суттєвий недолік — згодом їхня ефективність знижується, що вимагає підвищення дози. Однак, підвищення дозування провокує і до збільшення прояву побічних ефектів (отже, деякі препарати мають токсичність).